# إيان رولي
إيان سيسيل روبرت رولي (1926-29 مايو 2009) عالم طيور أسترالي من أصل اسكتلندي. ولد في إدنبرة وتلقى تعليمه في كلية ويلينجتون وجامعة كامبريدج. خدم في الجيش البريطاني في البحرية الملكية خلال الحرب العالمية الثانية، ثم انتقل إلى أستراليا في عام 1949 ودرس العلوم الزراعية في جامعة ملبورن ضمن برنامج التدريب على إعادة التعمير في الكومنولث.
وبداية من عام 1952، عمل رولي لسنوات عديدة مع هيئة البحوث الأسترالية في مجال علم البيئة الحيوانية. واشتهر بدراساته المكثفة عن طيور الصعوية الأسترالية fairy-wrens وشارك في تأليف كتاب بعنوان Fairy-wrens and Grasswrens بالاشتراك مع إلينور راسل في عام 1997. عمل كذلك محررا في الاتحاد الملكي الأسترالي لعلماء الطيور كمحرر بين عامي 1990 و2000. وانتخب زميلاً في الاتحاد الأسترالي الملكي لعلماء الطيور المعروف باسم RAOU في عام 1989. في عام 1991، حصل على ميدالية DL Serventy وكان أول من يحصل عليها، والتي تكرم التميز في العمل المنشور عن الطيور.

## فهرس
- حياة الطيور. رولي، إيان. (1975). مكتبة الطبيعة الأسترالية. كولينز: سيدني.
- الإيكولوجيا السلوكية للغالاه - رولي، إيان. (1990).
- الجنيات ونغرز وجراسورينز. رولي، إيان. & راسل، إليانور. (1997).